# Közönséges egéroposszum
A közönséges egéroposszum (Marmosa murina) az oposszumalakúak (Didelphimorphia) rendjéhez, ezen belül az oposszumfélék (Didelphidae) családjához tartozó Marmosa nem  típusfaja.
A fajt először Carl von Linné írta le 1758-ban.

## Megjelenése
Fakó barna vagy szürke hátú állat, de testének alsó felét puha, bársonyos, sárgásfehér színű bunda fedi.
Dülledt gombszemét fekete maszk veszi körül, fülei felállnak. Átlagos testhossza (farok nélkül) 11–15 cm.
Farka:13–21 cm. E farok segítségével ügyesen mozog a fákon.

## Elterjedése, élőhelye
Dél-Amerika északi és keleti felén nagy területen elterjedt faj. Elterjedési területébe beletartozik Kolumbia, Venezuela, Trinidad, Guyana, Suriname, Francia Guyana, Brazília jelentős része, Ecuador keleti része, Peru keleti fele és Bolívia keleti területei. Trópusi esőerdőkben fordul elő.

## Életmódja
Mint az oposszumok általában, e faj is magányos életmódot folytat. Este jár rovarokból, egyéb állatokból, tojásokból álló tápláléka után. Napközben faodúkban vagy ágvillában fészkel.

## Szaporodása
Vemhességi ideje 13 nap. Utódszáma 5-10 kölyök, melyek anyukon lógnak, mert az erszény túl kicsi mindnyájuk számára.